# Святуха (приток Важинки)
Святу́ха — река в России, протекает по Прионежскому району Карелии и Подпорожскому району Ленинградской области.
Исток — в Карелии, восточнее истока Важи. Течёт на юго-запад по ненаселённой местности, пересекает границу областей. Впадает в Важинку с левого берега, в 52 км от её устья, севернее бывшей деревни Мошничье. Длина реки — 31 км, площадь водосборного бассейна — 106 км².

## Данные водного реестра
По данным государственного водного реестра России относится к Балтийскому бассейновому округу, водохозяйственный участок реки — Свирь без бассейна Онежского озера, речной подбассейн реки — Свирь (включая реки бассейна Онежского озера). Относится к речному бассейну реки Нева (включая бассейны рек Онежского и Ладожского озера).
Код объекта в государственном водном реестре — 01040100712102000012578.